# Planejamento em ondas sucessivas
Planejamento em ondas sucessivas é um processo para quebrar o planejamento de um projeto em ondas conforme o trabalho avança e detalhes vão se tornando mais claros. É uma técnica similar a outras usadas em abordagens de desenvolvimento ágil de software, como o Scrum.
O trabalho a ser feito a curto prazo é baseado em suposições mais abertas, assim como os objetivos definidos. Conforme o projeto avança, os riscos, suposições e objetivos identificados originalmente se tornam mais definidos e confiáveis. Planejamento em ondas sucessivas é usado em casos onde há um prazos muito restritos e o uso de um planejamento mais metódico definiria um cronograma com um atraso inaceitável.
Os conceitos de planejamento em ondas sucessivas e elaboração progressiva são técnicas abordadas no PMBOK.